# Jörg Bong
Jörg Bong (als Kriminalschriftsteller Jean-Luc Bannalec; * 17. Februar 1966 in Bad Godesberg) ist ein deutscher Literaturwissenschaftler, Lektor, Verleger, Herausgeber, Autor, Publizist und Fotograf. Er schreibt Essays und Artikel unter anderem für die FAZ, die SZ, Die Zeit und den Spiegel. Schwerpunkte sind das Engagement für die Demokratie, die deutsch-französische Freundschaft und eine weitgehende europäische Einigung. Bis Ende 2019 war er verlegerischer Geschäftsführer der Frankfurter S. Fischer Verlage. Unter dem Pseudonym Jean-Luc Bannalec verfasste er seit 2012 Kriminalromane um die von ihm erfundene Figur des Kommissars Dupin. 2022 erschien der erste Band seiner dreibändigen Geschichte über die deutsche Revolution von 1848/1849. Im Frühjahr 2023 startete die von ihm begründete Buchreihe Edition Paulskirche, eine Bibliothek der frühen deutschen Demokratinnen und Demokraten, im März 2025 das von ihm initiierte große Web-Archiv „Demokratisches Deutschland“.

## Leben
Bong studierte Germanistik, Philosophie und Geschichte an der Universität Bonn und an der Universität Frankfurt am Main. Er war wissenschaftlicher Mitarbeiter von Silvia Bovenschen und promovierte in Frankfurt am Main. Von 1992 bis 1996 betreute er die Frankfurter Poetik-Vorlesungen. 1995 und 1996 war Bong Projektleiter des Aufbaustudiengangs Buch- und Medienpraxis der Universität Frankfurt a. M. Ab 1996 war er freier Mitarbeiter des Kritischen Lexikons zur deutschsprachigen Gegenwartsliteratur und von text + kritik, herausgegeben von Heinz Ludwig Arnold.
Von 1997 an war Bong über 22 Jahre für den S. Fischer Verlag tätig, zunächst als Assistent der Inhaberin und Verlegerin Monika Schoeller, dann als Lektor für die deutschsprachige Literatur, später als Programmleiter. Im Jahr 2002 übernahm er die Programmgeschäftsführung des S. Fischer Verlags und 2008 die sämtlicher zugehöriger Verlage. Dazu gehören der Fischer Taschenbuch Verlag, Scherz, Krüger, FJB sowie die Kinder- und Jugendbuchverlage KJB, Duden, Sauerländer und Meyers. Von 2014 bis Juni 2019 fungierte Bong als verlegerischer Geschäftsführer und Sprecher der Geschäftsführung. Unter seiner Ägide wurden unter anderem die Reihen „Fischer Klassik“, „Fischer Wissenschaft“, „Fischer Geschichte“, „Fischer Jugendbuch“ (FJB) und „Fischer Taschenbibliothek“ ins Leben gerufen.
Darüber hinaus war Bong Mitherausgeber der Literaturzeitschrift Neue Rundschau. Von 2008 bis 2010 gehörte er der Jury der „Kulturstiftung des Bundes“ an.
2018 zeigte die Frankfurter Heussenstamm-Galerie in einer Einzelausstellung eine Auswahl von 22 seiner Fotografien. Im November 2019 eröffnete eine Ausstellung mit 27 Fotografien im Studio Leson, Frankfurt am Main. Im Oktober 2019 erschien ein Fotoband mit 112 Bretagne-Fotografien im Kölner Verlag Kiepenheuer & Witsch.

## Krimiautor
Unter dem Namen Jean-Luc Bannalec veröffentlicht Jörg Bong seit 2012 Kriminalromane, die alle in der Bretagne spielen. In ihrem Mittelpunkt steht der aus Paris ins bretonische Concarneau strafversetzte Kommissar Georges Dupin.
Mehrere Jahre lang blieb Bongs Pseudonym gewahrt. 2020 gab er der deutschen Presse erstmals Interviews als Jean-Luc Bannalec, in Frankreich unter anderem in Paris-Match.
Die Kriminalromane standen in der Bestseller-Liste des Magazins Der Spiegel. Im deutschsprachigen Raum wurden bisher über fünf Millionen Exemplare verkauft (Stand Mai 2021). Die Bücher wurden in 14 Sprachen übersetzt, darunter auch ins Französische.
Zwölf der Bretagne-Krimis wurden unter dem Titel Kommissar Dupin im Ersten ausgestrahlt. Die Filme erreichten bei ihren jeweiligen Erstausstrahlungen bis zu 6,7 Mio. Zuschauer und erzielten Marktanteile von bis zu 20,6 %. France 3 zeigte die Reihe ab Sommer 2018 sonntagabends in Frankreich. Bis zu 4,9 Millionen Zuschauer folgten den jeweiligen Ausstrahlungen, was Marktanteilen von 20,5 % entsprach. Mit ähnlich großem Erfolg wurde die Reihe in Italien auf RAI 2, in Spanien auf TVE sowie in der Schweiz, in Österreich und in einigen osteuropäischen Ländern ausgestrahlt. Insgesamt wurde sie in 40 Länder verkauft, u. a. in die USA.

## Sachbuchautor
Im Oktober 2022 erschien Jörg Bongs Sachbuch Die Flamme der Freiheit, der erste Band einer Trilogie über die deutsche Revolution von 1848/1849, der zum Spiegel-Bestseller wurde. Die beiden Folgebände, Tage der Entscheidung und Freiheit oder Tod, sollen bis 2026 veröffentlicht werden. Bong widmet sich der Entstehung der Demokratie in Deutschland und Europa. Die Buchpremiere im Oktober 2022 in Hamburg wurde von Giovanni de Lorenzo moderiert. Es folgten rund 30 Auftritte (unter anderem mit Veronica Ferres, Sandra Borgmann oder Devid Striesow als Vorleser) und zahlreiche Interviews für Zeitungen, Radio und Fernsehen. Alexander Cammann befindet, dass „Bongs erster Band das deutsche Panorama vor europäischem Hintergrund […] mit großer erzählerischer Intensität, sicherem Gefühl für anschauliche Szenen und […] mit literarischem Gespür für dieses historische Drama [entfaltet].“ Für Dirk Kurbjuweit ist es „ein Plädoyer dafür, dass sich die liberalen Demokratien entschiedener gegen Anfeindungen wehren müssen“. Zum 175-jährigen Jubiläum der deutschen Revolution führte die FAZ ein Gespräch mit der Historikerin Hedwig Richter und dem Autor Jörg Bong.

## Herausgeber
2022 initiierte Jörg Bong die Edition Paulskirche, eine auf 16 Bände angelegte Buchreihe, in der frühe deutsche Demokratinnen und Demokraten mit ihren eigenen Texten vorgestellt werden. Mitherausgeber sind Marina Weisband, Ina Hartwig, Nils Minkmar, Helge Malchow und Walid Nakschbandi. Die Reihe, die in Kooperation des Verlags Kiepenheuer & Witsch und der Stadt Frankfurt entsteht, wurde im Rahmen einer feierlichen Veranstaltung in der Frankfurter Paulskirche vorgestellt, unter anderem mit einer Würdigung durch die Bundestagspräsidentin Bärbel Bas.
2025 wurde auf der Grundlage dieser Edition das offene Web-Archiv „Demokratisches Deutschland“ lanciert, das über die in der Print-Edition vertretenen Personen weitere frühe deutsche Demokratinnen und Demokraten versammelt. Das Projekt entsteht in der Kooperation mit der Bundesstiftung „Orte der deutschen Demokratiegeschichte“ und der Stadt Frankfurt sowie mehreren Universitäten und vielen Wissenschaftlerinnen und Wissenschaftler. Herausgeber sind neben Jörg Bong unter anderem Marina Weisband, Ina Hartwig, Nils Minkmar, Kai Sprenger, Frank Engehausen, Anna Schulz und Walid Nakschbandi.

## Ehrungen und Auszeichnungen
- 2016 „Mäzen der Bretagne“ im Namen des Regionalrats der Bretagne[22] (dt.: „… mit dem Titel „Mäzen der Bretagne“ die Männer und Frauen zu ehren, die im Rahmen ihrer Tätigkeit zum kulturellen, touristischen und wirtschaftlichen Ansehen der Bretagne in der Welt beitragen.“)
- 2018 Ehrenmitglied der Literarischen Akademie der Bretagne und der Pays de la Loire („Membre d’honneur de l’Académie littéraire de Bretagne et des Pays de la Loire“). Zudem erhielt er die „Médaille de la ville“ de Nantes,[23] und im Juli 2019 nahm die Assoziation bretonischer Kriminalautoren aus dem Finistère „L’Assassin Habite Dans Le 29“ Bong als Ehrenmitglied auf.
- 2020 Preis der Buchmesse HomBuch für die deutsch-französischen Beziehungen. verliehen vom Ministerium für Finanzen und Europa des Saarlandes.
- 2021 Ehrenpräsident des Festival du livre Guérande.[24] Ebenfalls im November 2021 richtete die Deutsche Botschaft in Paris eine öffentliche Veranstaltung mit Empfang aus.
- Seit 2021 Juror in der von Monika Schoeller gegründeten S. Fischer Stiftung.
- Im Juli 2023 wurde Jörg Bong eingeladen, die Rastatter „Carl-Schurz-Vorlesung“ zu halten.[25]
- 2023 Ehrenbürger der bretonischen Stadt Concarneau.
- 2025 wurde Jörg Bong in die „Académie de Berlin“ gewählt.

## Weitere Engagements
Bong ist Mitgründer des PEN Berlin.
2020 gehörte Bong zu den Initiatoren des pro-europäischen Aufrufs Corona-Bonds-Jetzt. Ein Offener Brief an die Bundesregierung.
2021 gehörte Bong zusammen mit Marion Ackermann, Gesine Schwan und Carsten Brosda zu den Initiatoren und Herausgebern des Buchs Kann das wirklich weg? 57 Interventionen für die Kultur.
Im März 2025 initiierte und verfasst Bong die Erklärung deutscher Verlegerinnen, Verleger und Autoren zum Begriff „Zustrombegrenzungsgesetz“, veröffentlicht in der SZ am 24. Februar 2025.

## Werke (Auswahl)

### Unter eigenem Namen
- Die Auflösung der Disharmonien: zur Vermittlung von Gesellschaft, Natur und Ästhetik in den Schriften Karl Philipp Moritz’. Analysen und Dokumente; 32. Lang Verlag, Frankfurt u. a. 1993, ISBN 3-631-46150-X.
- Das unpersönliche „es“ und die Auflösung des „Ich“ – zu Karl Philipp Moritz. In: Psyche. 6, 1994.
- mit Martin Spieles: Europa und Europäische Union. Köln 1994.
- 1996–2002: freier Mitarbeiter des Kritischen Lexikons zur deutschsprachigen Gegenwartsliteratur und von text + kritik. Hrsg. Heinz Ludwig Arnold.
- „Dinge, die an nichts erinnern“. Urs Widmers Phantome eines Textes, der nie kommt. In: Text + Kritik. 1998.
- „Der Leserschreiber.“ Eine Erzählung Wolfgang Hilbigs. In: Das Paradox. Hrsg. Ralph-Rainer Wuthenow. Metzler, 1999.
- Texttaumel: poetologische Inversionen von „Spätaufklärung“ und „Frühromantik“ bei Ludwig Tieck. In: Frankfurter Beiträge zur Germanistik. 35. Winter, Heidelberg 2000, ISBN 3-8253-1117-1 (zugleich Dissertation. Universität Frankfurt 1999).
- Lassen wir die Literatur frei. In: Frankfurter Rundschau. 20. Oktober 2000.
- (Hrsg.): Verwünschungen. Fischer Taschenbuch Verlag, Frankfurt am Main 2001, ISBN 3-596-14754-9.
- mit Florian Illies (Vorwort und Hrsg.): Kleines deutsches Wörterbuch. S. Fischer Verlag, Frankfurt am Main 2002, ISBN 3-10-036800-2.
- mit Roland Spahr, Oliver Vogel (Hrsg.): „Aber die Erinnerung davon“. Materialien zum Werk von Marlene Streeruwitz. Fischer Taschenbuch Verlag, Frankfurt am Main 2006, ISBN 978-3-596-16987-0.
- Das Tier, das keines sein will. Gespräch mit dem Anatomen und Evolutionsbiologen Carsten Niemitz. In: Neue Rundschau. 4/2006.
- 2007 bis 2019: Mitherausgeber der Kulturzeitschrift Die Neue Rundschau. S. Fischer Verlag.
- mit Silvia Bovenschen (Vorwort und Hrsg.): Vom absolut Zerstreuten. In: Rituale des Alltags. S. Fischer Verlag, Frankfurt am Main 2009, ISBN 3-10-003511-9.
- (Hrsg. und Nachwort): Frankfurt. eine Lese-Verführung (eine Frankfurt-Anthologie). Fischer Taschenbuch Verlag, Frankfurt am Main 2009, ISBN 978-3-596-65001-9.
- (Hrsg.): Der Rhein – eine Lese-Verführung (eine Rhein-Anthologie). Fischer Taschenbuch Verlag, Frankfurt am Main 2009.
- „Im Traum eines anderen Spiegels“. Das Handwerk des Dichters von Jorge Luis Borges. In: Literaturen, Heft 4/2009.
- Literaturunterricht und Lektorat. Interview in: Frankfurter Allgemeine Zeitung. 3. Juli 2014.
- Die schönsten Orte Hessens. Vier Empfehlungen. In: Zeitmagazin Nr. 23/2015, 24. Juni 2015.
- Sind wir wirklich Affen? In: Das Lexikon der offenen Fragen. Hrsg. Jürgen Kaube und Jörn Laakmann. Metzler, Stuttgart 2015.
- Jörg, hier ist Frohsinn. Nachruf auf Roger Willemsen. In: Die Zeit. Nr. 7/2016.
- Offensive Philologie. Vorlesung an der Johann Wolfgang Goethe-Universität im Rahmen einer Ringvorlesung zum 100. Geburtstag der Universität, gehalten am 17. Mai 2014. In: Literaturwissenschaften, Germanistische und romanistische Beiträge zum 100-jährigen Jubiläum der Universität. Hrsg. von Frank Estelmann und Bernd Zegowitz. Göttingen 2016/2017.
- Die deutsche „Leitkultur“, das „Deutsche“ und das „Undeutsche“. Ein Plädoyer. In: Neue Rundschau. Frankfurt 2017.
- Deutsche Leitkultur – Wir sind viel zu zurückhaltend. Gastbeitrag Spiegel online, Juni 2017.[29]
- „Schau auf das Meer, es tröstet Dich.“ Über ein Bild Max Beckmanns. In: Das Journal. Villa Grisebach 7/2017, Hrsg. Florian Illies.
- Denken als Spiel. Nachruf auf Silvia Bovenschen. In: Die Zeit. Nr. 45/2017, 2 November.
- Eine starke Waffe für die Demokratie. Artikel über die Bedeutung des Buches. In: Frankfurter Allgemeinen Zeitung. 2. Januar 2018.
- „Das Ende der Welt“ (von Olivier Messiaen). In der Reihe Mein Lieblingsstück der Alten Oper und der Hochschule für Musik und Darstellenden Künste Frankfurt. Publikums-Gespräch mit Prof. Ernst August Klötzke über den 5. Satz („Louange à l’Éternité de Jesus“) des Stückes „Quatuor pour la fin du temps.“ 21. April 2018.
- Vorwort zu: Simenon: Tout Maigret, Tome 9 (Maigret hésite – L’ami d’enfance de Maigret – Maigret et le tueur – Maigret et le marchand de vin und andere). Omnibus, Paris 2019.
- „90 ans de Maigret“. Ein Podiumsgespräch zusammen mit John Simenon und dem Simenon-Lektor Jean-François Merle über Maigret. Espace culturelle de Concarneau 19. Juli 2019 sowie Teilnahme an der „25e édition du festival du Chien Jaune“.
- Nachwort zu: Georges Simenon: Maigret amüsiert sich. Kampa, 2019.
- „Hüterin auf Zeit“. Nachruf auf Monika Schoeller. In: Die Zeit. 23. Oktober 2019.
- „Corona-Bonds-Jetzt. Ein Offener Brief an die Bundesregierung“. Initiiert mit Regina Schilling und Helge Malchow, 2020.
- „Spielformen des Erzählens“. Ein Abend mit Christoph Ransmayr im Frankfurter Literaturhaus im Rahmen der Frankfurter Poetikvorlesungen, Konzeption und Moderation. 9. März 2020.
- Impft Euch gegen das Virus der Barbarei. Essay, Spiegel online. 3. April 2020.
- Maximale europäische Solidarität. Interview mit „Junge Europäische Föderalisten“. 11. Mai 2020.
- „Die Aktualität der Romantik“, Podiumsgespräch mit Roland Borgards, Schloss Elmau, „Tage der Romantik“. 23. Juni 2020.
- mit Tilman Spreckelsen (Hrsg. und Vorwort): Die schönsten bretonischen Sagen. Kiepenheuer & Witsch, Köln 2020.
- mit Marion Ackermann, Gesine Schwan, Carsten Brosda (Hrsg.): Kann das wirklich weg? 57 Interventionen für die Kultur. Links, Berlin 2021, ISBN 978-3-96289-136-7.
- mit Simon Elson: Die Flamme der Freiheit. Die deutsche Revolution 1848/1849. Kiepenheuer & Witsch, Köln 2022, ISBN 978-3-462-00313-0.
- Ludwig Tieck: Wilde Geschichten. Herausgeber und Zwischentexte zusammen mit Roland Borgard, Galiani Berlin 2023, ISBN 978-3-86971-277-2.
- Die "Schließung von Goethe-Instituten: Baerbocks Verachtung", Gastbeitrag in der Süddeutschen Zeitung. 9. Oktober 2023.
- "Frühe Demokraten", ganzseitiger Essay in der FAZ und Online vom 22. April 2024.
- "Frankreich wir brauchen dich", ganzseitiger Essay in der SZ und Online vom 28. Dezember 2024.
- "Tun, was die AFD fordert: die deutschen Klassiker lesen" in der SZ vom 30. Mai 2025.

### Unter dem Künstlernamen Jean-Luc Bannalec

#### Reihe Kommissar Dupin
- Bretonische Verhältnisse – Ein Fall für Kommissar Dupin. Kiepenheuer & Witsch, Köln 2012, ISBN 978-3-462-04406-5.
- Bretonische Brandung – Kommissar Dupins zweiter Fall. Kiepenheuer & Witsch, Köln 2013, ISBN 978-3-462-04496-6.
- Bretonisches Gold – Kommissar Dupins dritter Fall. Kiepenheuer & Witsch, Köln 2014, ISBN 978-3-462-04622-9.
- Bretonischer Stolz – Kommissar Dupins vierter Fall. Kiepenheuer & Witsch, Köln 2015, ISBN 978-3-462-04813-1.
- Bretonische Flut – Kommissar Dupins fünfter Fall. Kiepenheuer & Witsch, Köln 2016, ISBN 978-3-462-04937-4.
- Bretonisches Leuchten – Kommissar Dupins sechster Fall. Kiepenheuer & Witsch, Köln 2017, ISBN 978-3-462-05056-1.
- Bretonische Geheimnisse – Kommissar Dupins siebter Fall. Kiepenheuer & Witsch, Köln 2018, ISBN 978-3-462-05201-5.
- Bretonisches Vermächtnis – Kommissar Dupins achter Fall. Kiepenheuer & Witsch, Köln 2019, ISBN 978-3-462-05265-7.
- Bretonische Spezialitäten – Kommissar Dupins neunter Fall. Kiepenheuer & Witsch, Köln 2020, ISBN 978-3-462-05401-9.
- Bretonische Idylle – Kommissar Dupins zehnter Fall. Kiepenheuer & Witsch, Köln 2021, ISBN 978-3-462-05402-6.
- Bretonische Nächte – Kommissar Dupins elfter Fall. Kiepenheuer & Witsch, Köln 2022, ISBN 978-3-462-05403-3.
- Bretonischer Ruhm – Kommissar Dupins zwölfter Fall. Kiepenheuer & Witsch, Köln 2023, ISBN 978-3-462-05404-0.
- Bretonische Sehnsucht – Kommissar Dupins dreizehnter Fall. Kiepenheuer & Witsch, Köln 2024, ISBN 978-3-462-00246-1.
- Bretonische Versuchungen – Kommissar Dupins vierzehnter Fall. Kiepenheuer & Witsch, Köln 2025, ISBN 978-3-462-00250-8.

#### Weitere Werke
- Bretonisches Kochbuch. Kommissar Dupins Lieblingsgerichte. herausgegeben zusammen mit Catherine und Arno Lebossé, Kiepenheuer & Witsch, Köln 2016, ISBN 978-3-462-04792-9.
- Magische Bretagne: Kommissar Dupins Landschaften. Fotoband mit 112 Bretagne-Fotografien, Kiepenheuer & Witsch, Köln 2019, ISBN 978-3-462-05297-8.
- Die schönsten bretonischen Sagen. herausgegeben zusammen mit Tilman Spreckelsen, Kiepenheuer & Witsch, Köln 2020, ISBN 978-3-462-00105-1.
- Dupins Bretagne: Ein Reiseführer. unter Mitwirkung von Manfred Görgens, Kiepenheuer & Witsch, Köln 2023, ISBN 978-3-462-00176-1.